# 普通女高中生要做當地偶像
《普通女高中生要做当地偶像》（日语：／ Futsū no Joshikōsei ga Rokodoru Yattemita），简称《当地偶像》（日语： Rokodoru）。是由小杉光太郎作画的日本四格漫画作品，在一迅社旗下的《漫畫4格 Palette》上连载，後來被改編成為同名電視動畫。

## 概要
2014年1月22日，在《漫畫4格 Palette》2014年3月號的發售上，官方發表了《普通女高中生要做當地偶像》決定動畫化的消息。2014年7月3日開始至9月18日在TBS電視等電視台開始播出，全12集。2015年6月13日，官方宣布將會制作OVA新作，OVA的Vol.1聖誕特别篇《嘗試和大家一起慶祝。》於2015年12月24日至26日在TBS電視等電視台以不同的時段播出，而DVD則於2016年3月23日發售。OVA的Vol.2《嘗試做PV。》則於2016年6月22日發售。台灣的木棉花官網宣布由i-Fun動漫台2014年7月13起每週日20:30與日本地區同步播出，中文大陸地區由愛奇藝取得授權網路2014年7月起定期每周在網路播出。香港J2頻道於2015年2月2日起逢週一至週五播出粵、日雙語版。2015年官方授權布卡漫畫發行簡體中文電子版漫畫。

## 劇情簡介
居住在流川市的女高中生宇佐美奈奈子原本过着平静的生活。一日，在流川市役所工作的舅舅拜托她參演了一場為振興城市經濟而舉辦的活動。而在活动的现场，奈奈子遇到了同校的學姐小日向緣。并且从此以后两人结成了以宣传流川市为目的的偶像团体“流川GIRLS”，並以“流川GIRLS”的名义开始参与各种活动和电视节目，而两人的人生也开始了新的篇章……

## 舞台

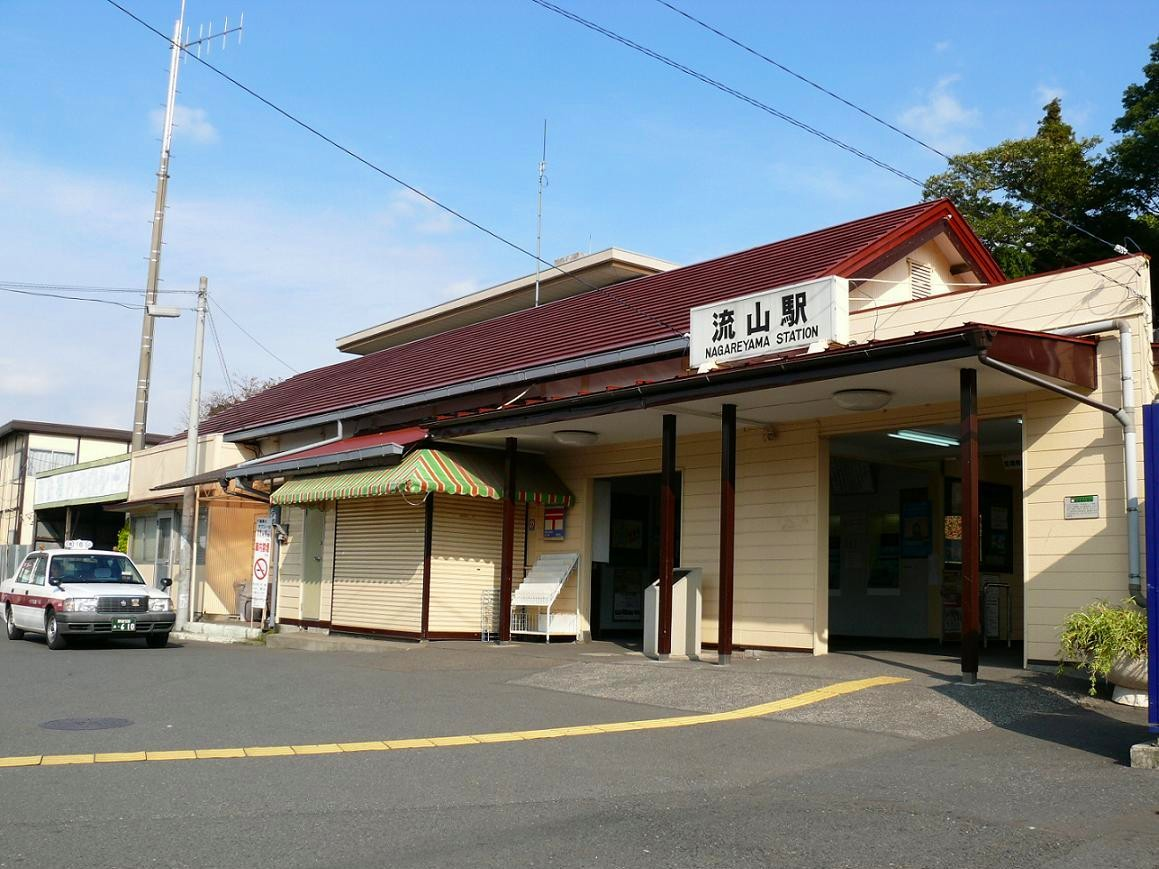
動畫中登場的「流川站」，場景取自流山站。

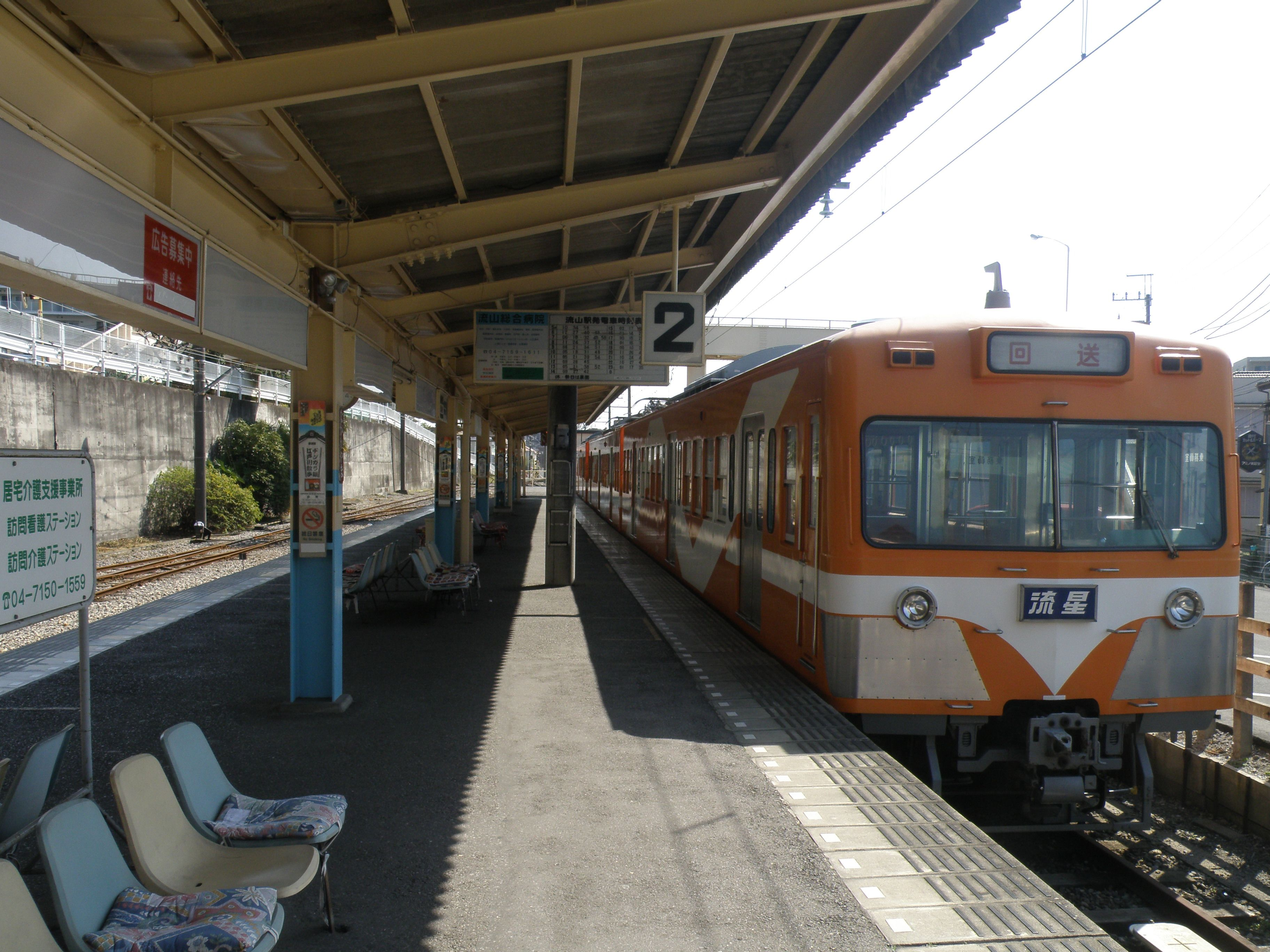
動畫中登場的「流川站月台」，場景取自流山站月台。

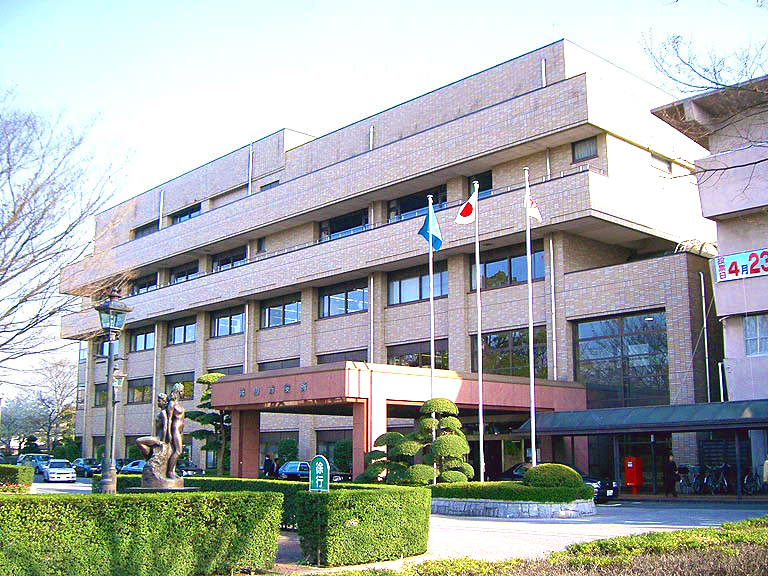
動畫中登場的「流川市役所」，場景取自流山市役所。

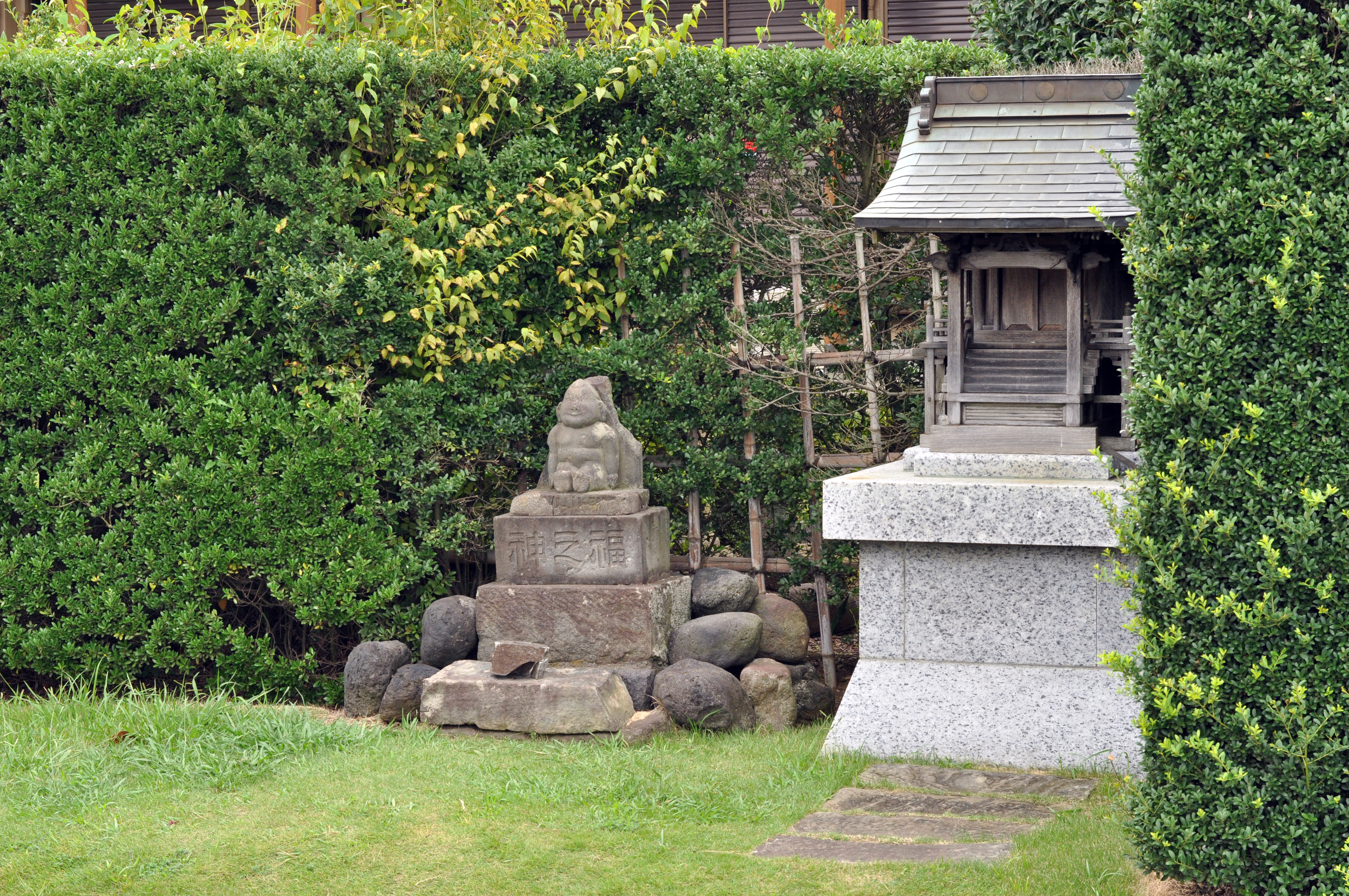
動畫中登場的「流川市神社」，場景取自流山市神社。

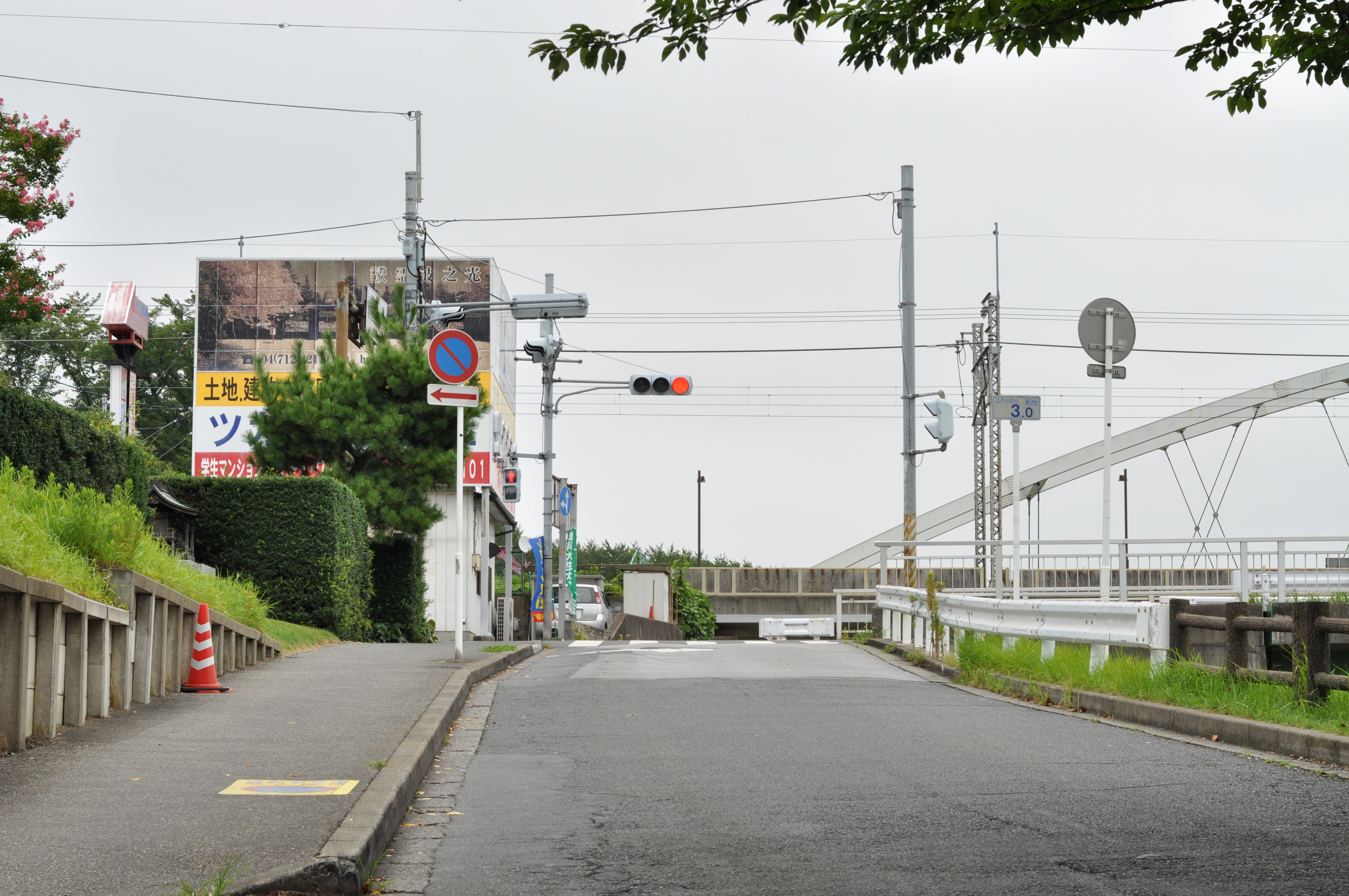
動畫中登場的「流川大橋沿河公路」，場景取自流山大橋沿河公路。

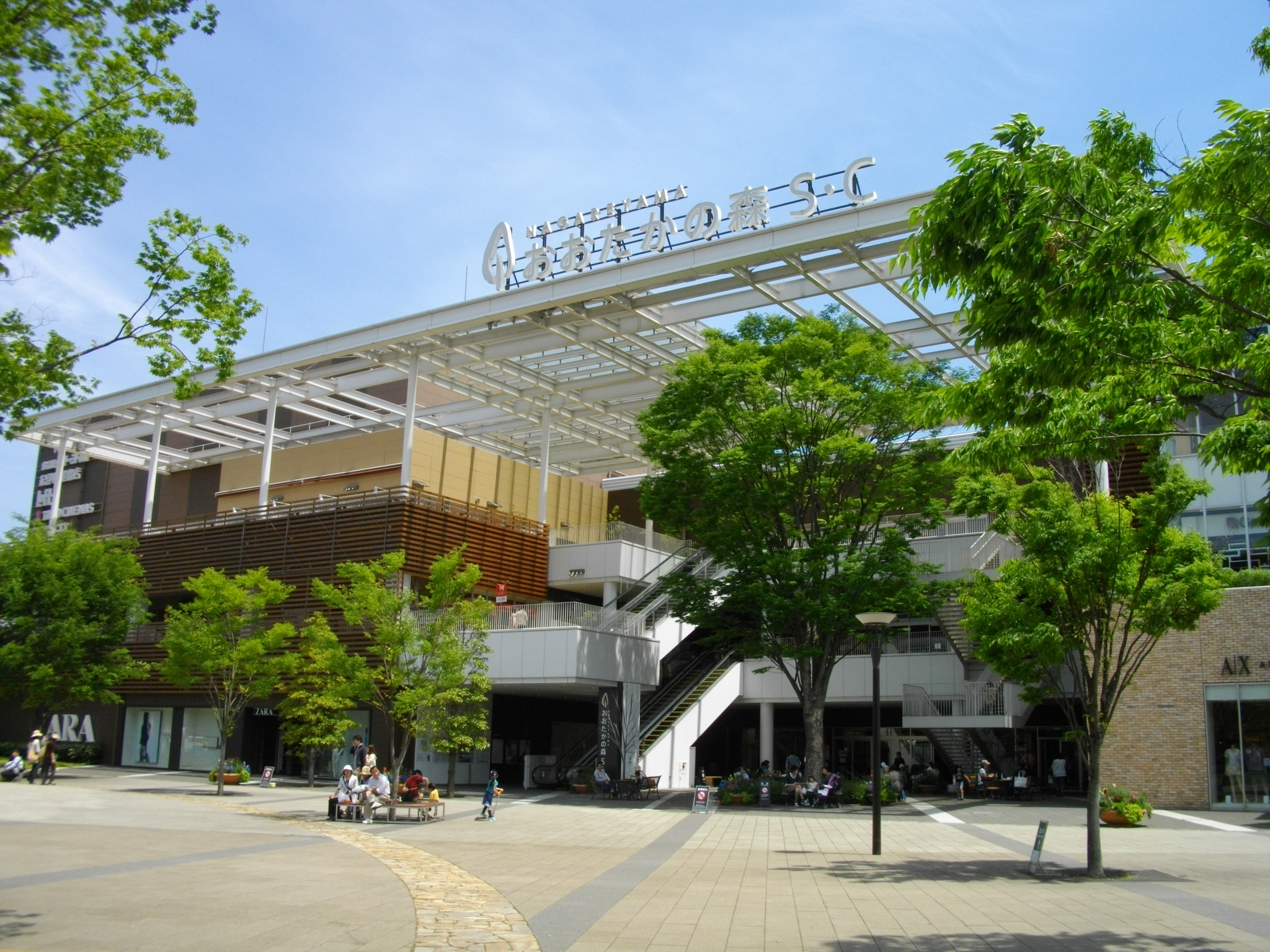
動畫中登場的「流川大鷹之森購物中心」，場景取自流山大鷹之森購物中心。

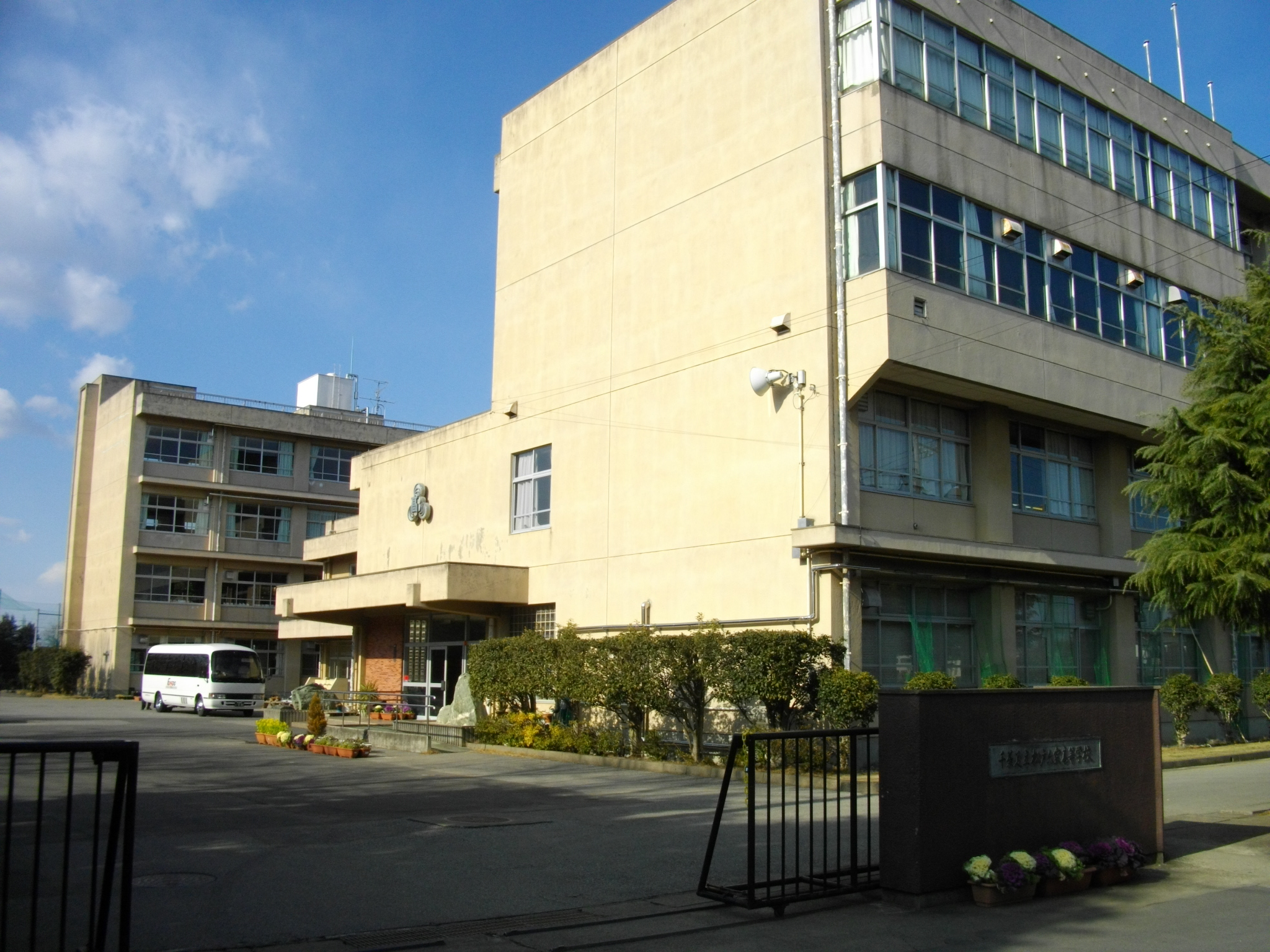
動畫中登場的「流川第三女子高中」，場景取自千葉縣立松戶六實高等學校。

在漫畫中就已經設定了架空都市「流川市」為場景，在確定動畫化後，負責製作動畫之feel.將主角們生活的地點「流川市」以千葉縣流山市為藍本，但主角們就讀的「流川第三女子高中」則以流山市的鄰市——千葉縣松戶市的千葉縣立松戶六實高等學校為藍本。流山市因電視動畫的播出，而成為了許多動漫迷聖地巡禮的地點之一。

## 登場人物

### 流川市

#### 偶像市鎮振興計劃主要成員人物
部分主要人物的姓氏是源自於千葉縣流山市及松戶市的大字。
流川GIRLS（／ Nagarekawa Gāruzu）
流川市的當地偶像，是為了振興城市經濟及宣傳流川市為目的而組成的偶像團體。
後來在「當地偶像祭典」取得第四名。
初期時薪1000日圓，後提升至1050日圓。
宇佐美奈奈子（／ Usami Nanako），聲：伊藤美来（日本）；陳皓宜（香港）
年齡：15歲、生日：4月21日（金牛座）、身高：158cm、興趣：沒有特別、特技：卡拉OK，左撇子
學籍：流川第三女子高中一年級生
本作主人公。由於在泳池翻新開幕儀式中因為緊張滑舌把自己的名字錯讀成「奈喵子」（ Nanyako），而且之後每次介紹自己名字的時候都經常會不小心咬到舌頭，把自己的名字錯讀成「奈喵子」，因此獲得「奈喵子」此昵稱，奈奈子本人一直在意著此昵稱。被舅舅請求（部分是被騙）擔任為了宣傳流川市組成的當地偶像，與緣一同組成「流川GIRLS」，職位是「流川市宣傳本部長」。
小時候就有成為偶像的夢想，不過因為自己害羞而不時否認。
其實在較早的事件上接觸過緣，讓緣投入當地偶像活動的人之一。
與父親達也、母親智子三個人一起住。
小日向緣（／ Kohinata Yukari），聲：三泽纱千香（日本）；林元春（香港）
年齡：16歲、生日：12月25日（摩羯座）、身高：不詳（比奈奈子高，>158cm）
學籍：流川第三女子高中二年級生
奈奈子的學姐，與奈奈子一同組成「流川GIRLS」，職位是「流川支援隊隊長」。
資產家前市長的女兒，容姿端麗、學業優秀的千金大小姐。個性隨和，但有點天然呆。明顯的弱點似乎是愛逞強和有時為了幫助他人而沒有顧及到自己。
宣傳活動中的大部分解說/主持任務均由其擔任。甚至OVA前段向休假中的AWA2GiRLS介紹流川市，是免得流川GIRLS於AWA2GiRLS面前丢面子的一大功臣。
其實在較早的事件上接觸過奈奈子。
在學校時戴眼鏡，進行偶像活動時則會戴隱形眼鏡。
非常關心奈奈子。
因為家訓，所以目前獨自住在高級公寓裡。
三月唯（／ Mikoze Yui），聲：吉岡麻耶（日本）；何寶珊（香港）
年齡：18歲、生日：5月7日（金牛座）、身高：不詳（≤146cm）
學籍：流川第三女子高中三年級生
是第一位扮演流川市吉祥物「魚心君」的人。雖然是學姐，但由於認為自己「進入演藝圈比較晚」（其實和奈奈子一同加入偶像市鎮振興計劃，遲了出道的理由只是魚心君玩偶裝遲了完成），所以反而對奈奈子和緣使用敬語，職位是「流川市 魚心君」。
體能非常好，可以穿著十餘公斤重的玩偶裝連音響設備及配件打後空翻。
想要成為聲優，但面對人群時會感到緊張；因此為了克服這個毛病，加上薪金吸引，所以選擇扮演魚心君的打工。
姓氏源自於千葉縣松戶市的大字「三ケ月」。
名都借未來（／ Nazukari Mirai），聲：水瀨祈（日本）；羅孔柔（香港）
年齡：15歲、生日：2月10日（水瓶座）、身高：不詳（≤146cm）
學籍：流川第三女子高中一年級生
是第二位扮演魚心君的人。與唯是社團活動（演劇社）的前後輩關係。
體能差於唯，穿著玩偶裝打後空翻著地時受傷。
國中時成績學年第一，歌也唱得很好，個性卻非常害羞內向，不擅長與人溝通。後期（動畫版第8話起）有所改善。
姓氏源自於千葉縣流山市的大字「名都借」。
西深井沙織（／ Nishifukai Saori），聲：下田麻美（日本）；曾佩儀（香港）
在流川市役所振興課工作的女性，奈奈子舅舅的部下，擔任「流川GIRLS」的經紀人。曾經當過角色扮演者。
姓氏源自於千葉縣流山市的大字「西深井」。
太田貢（／ Ōta Mitsugu），聲：室園丈裕（日本）；張錦江（香港）
奈奈子的舅舅（其母的弟弟），流川市役所振興課的係長，「當地偶像」與吉祥物方案的企劃者。
到大學為止有參加樂團的經驗，因此也負責流川GIRLS的樂曲製作，亦在流川GIRLS未回到流川市參與夏日祭表演時代演充撐場面。
已婚，有一名3歳的兒子。

#### 同學及親屬
野田硝子（／ Noda Shōko），聲：井澤詩織（日本）；葉曉欣（香港）
學籍：流川第三女子高中一年級生
奈奈子的同班同學，有著棗紅色、中等長度頭髮。沒有參加社團（自稱「歸宅部的王牌」），與未來曾經同一個國中。
姓氏源自於千葉縣野田市。
柏葉五月（／ Kashiwaba Satsuki），聲：井澤美香子（日本）；何晶晶（香港）
學籍：流川第三女子高中一年級生
奈奈子的同班同學，有著金色長髮，氣質穩重的少女。文藝社成員。
姓氏源自於千葉縣柏市的町名「柏の葉」。
水元美里（／ Mizumoto Misato），聲：津田美波（日本）；劉惠雲（香港）
學籍：流川第三女子高中一年級生
奈奈子的同班同學，有著黑色髮，綁著馬尾。壘球社成員。
姓氏源自於東京都葛飾區的町名「水元」。
美原堇（／ Mihara Sumira），聲：松井惠理子（日本）；梁少霞（香港）
學籍：流川第三女子高中二年級生
緣的表姐與同班同學，有著黑短直髮，戴著眼鏡。學生會會長。
姓氏源自於千葉縣流山市的町名「美原」。
宇佐美達也（／ Usami Taysuya），聲：飯田利信（日本）；潘文柏（香港）
奈奈子的父親。
宇佐美智子（／ Usami Tomoko），聲：M・A・O（日本）；陸惠玲（香港）
奈奈子的母親。舊姓為太田。聽到女兒從事偶像活動後十分開心，並開始剪下報紙的相關報導，甚至購買新的電視機和錄影機。
美原虎太，聲：小川真司（日本）；陳廷軒（香港）
緣的外公，流川市的前市長。
讓緣投入當地偶像活動的人之一。
三月加奈（／ Mikoze Kana），聲：楠田亞衣奈（日本）；吳羨婷（香港）
唯的妹妹。
三月武（／ Mikoze Bu），聲：池田純一（日本）；陳卓智（香港）
原作姓名不詳，唯的父親。是一個具有纖細體質的中年男子。
在原作中只出現了一格。
三月陽子（／ Mikoze Yōko），聲：竹下礼奈（日本）；黃瑩瑩（香港）
原作姓名不詳，唯的母親。
在原作中沒有登場。
小日向（?） 鎮（／ Kohinata Mamoru）
緣的哥哥，已婚，目前住在海外。
不清楚小日向是否其姓氏。
在動畫中沒有登場。

### 流川市外

#### 信能町
玻璃可愛（ Gurasu kyūto／Glass Cute）
信能町的偶像。
藝能事務所所屬。
開創了2年。本為5人組，但後來有2人離開，目前的組合是加入寺崎小豆編成。
全隊成員均帶上眼鏡。
伊勢見莉音（／ Isemi Rinon），聲：中村繪里子（日本）；魏惠娥（香港）
年齡：22歲
隊長。曾經反對事務所謊報年齡的方針。
柏原雪（／ Kashiwabara Yuki），聲：佳村遙（日本）；柚子蜜（香港）
身高：171cm（真實身高為171cm，但由於事務所認為偶像的身高不能太高，因此對外宣稱169cm）
通稱「雪」。曾經當過當地的廣告模特兒。
寺崎小豆（／ Teragasaki Azuki），聲：夏川椎菜（日本）；成瑤孆（香港）
最近加入的新人。
黑姬真奈美（／ Kurohime Manami），聲：深川芹亞（日本）；黃瑩瑩（香港）
通稱「姬」。小惡魔系。

#### 德波市
AWA2GiRLS（ Awaawagāruzu／AWA2GiRLS）
動畫原創角色，德波市的當地偶像，也是前年「當地偶像祭典」的優勝者，已有活動6年的資歷。
藝能事務所所屬，因此在行動中往往受到制肘，例如在上屆的「當地偶像祭典」中由於下場參與活動被大團粉絲包圍，結果今屆被禁止參與活動。
在「當地偶像祭典」中，和流川GIRLS交流互動之後她們回想了身為當地偶像最根本的價值，在偷聽了因為比賽賽程延誤導致她們難以趕回流川市為晚上夏日祭演出之後，甚至請大會提早安排流川GIRLS離開。後來在「當地偶像祭典」再次獲勝，取得第一名，完成二連霸。
阿南葵（／ Anan Aoi），聲：今井麻美（日本）；黃昕瑜（香港）
年齡：18歲
隊長。個性沉穩冷靜。
鶴木翼（／ Tsurugi Tsubasa），聲：黑澤朋世（日本）；凌晞（香港）
年齡：14歲
年紀比其他成員小。
美馬都（／ Mima Miyako），聲：新田惠海（日本）；何璐怡（香港）
年齡：16歲
說話比較率直，個性好動。
羽之浦有希（／ Hanoura Uki），聲：豐崎愛生（日本）；不詳（香港）
年齡：18歲
第一期成員。最初與葵一起組成了AWA2GiRLS，在都加入之後三人一起參與偶像活動，在活動中知道自己並不成熟，於是決定退出專注在學習上，以真正的意義振興城市。

#### 磯通商店街
日立木玉子（／ Nittaki Tamako）
磯通商店街的偶像。
在動畫中沒有登場。

## 劇中用語解釋
流川市（／ Nagarekawa-shi）
本作品的舞台，流川GIRLS進行活動的市鎮，以千葉縣流山市為藍本的架空都市。
市中心有河川流經。地區特產為味醂。
跟周圍的市鎮相比，並沒有特別的名產及觀光景點，年輕人離開此地的情況非常明顯，使得人口組成以小孩及老人為主。
偶像市鎮振興計劃（／ Aidoru-machi okoshi keikaku）
動畫標記為流川市當地偶像方案（流川市ロコドルプロジェクト）。
為解決上述的人口問題而設立方案（包含了吉祥物魚心君方案），由流川市役所主導，並由流川市役所振興課提出，幾經辛苦始獲通過。
初期資金有限，後來有所增加。
流川線（／ Nagarekawa-sen）
在流川市運行的鐵路線。
以流山線（流山站和列車）和東武野田線（運河站的外圍）為藍本的鐵路線。
魚心君（／ Uogokoro-kun）
流川市的吉祥物。背著從市內河川取得的溪哥——穆爾德爾君（名稱來自於設計流川運河的外國人安東尼・羅文霍斯特・穆爾德爾）的水滴精靈。
玩偶裝的重量約5公斤，頸部以上能夠拿下來，唯跟未來就是從此處進入玩偶裝內。而加上音響設備、魚叉與穆爾德爾君後總重13公斤，因此即使是在冬天表演的時候，唯跟未來也經常滿頭大汗。另外由於設計上的關係，玩偶裝只能限定146公分以下的人進入。
在全國吉祥物大運動會時，做出了外接音響設備的輕量版。
此外由於工作較為辛苦的關係，薪水比流川GIRLS來得高（初期時薪1180日圓，後提升至1200日圓）。
流川第三女子高中（／ Nagarekawa dai-san joshikōkō）
略稱流三女子，奈奈子等流川市當地偶像就讀的高中，也是市內唯一的女校。
採用西裝式制服，並按照領帶顏色（1年級為藍色、2年級為紅色、3年級為綠色）來區分年級。
全國吉祥物大運動會（／ Zenkoku yurukyara daiundōkai）
正式名稱為「全國版！只有吉祥物的大運動會」，聚集全國吉祥物展開各種競技的活動。
球海星仔（ Tamahosshī-kun）
丹北市代表。
在比賽用玩偶裝中，圓形頭套還是保住了，但因為裡面的人變成了筋肉猛男的關係而精通摔角技。
應屆大運動會的綜合優勝者，每回合均以壓倒性姿態獲勝。
唯一敗仗在決賽某場一對一格鬥中被魚心君跳馬式跨過身體後壓倒在背部，倒地及頭套甩出作敗。
熊貓太郎（／ Pan-tarō）
西白浜市代表。
於初賽一對一格鬥中，自殺式襲擊撲向魚心君但抓不住魚心君的身體，倒地及頭套甩出作敗。
大眼山仔（／ Gyoroyama-kun）
山岳市代表。
於障礙物賽跑中倒地，手腳太短無法自己起來，棄權。
注射機（／ Chūsha-kun）
瀨川市代表。
於障礙物賽跑中頭部卡住在欄杆中，未能完成賽事。
伊達眼鏡姐姐（／ Datemega-ane）
千代田市代表。
眼鏡部位可以打開，於障礙物賽跑中使詐，用人手取下過關道具，被抓露出身體遭取消資格。
蘭堂背囊（／ Ran-dō seru）
貓山市代表。
其裡面的人於拔河比賽賽前身體不適（動畫為扭傷腰部），棄權。
信能町（／ Shinano-machi）
玻璃可愛進行活動的市鎮。以長野縣上水内郡信濃町為藍本的架空都市。
德波市（／ Tokunami-shi）
AWA2GiRLS進行活動的市鎮。以德島縣德島市為藍本的架空都市。
當地偶像祭典（ Rokodorufesuta）
動畫中登場，為全國當地偶像齊聚一堂的活動，在愛知縣名古屋市的會館舉行。祭典前一天會於名古屋城近郊的會場舉辦宣傳當地偶像的「愛・地域物產展」。

## 漫畫單行本
| 卷數 | 一迅社         | 一迅社                 | 長鴻出版社    | 長鴻出版社             |
| 卷數 | 初版發售日期   | ISBN                   | 初版發售日期  | ISBN                   |
| ---- | -------------- | ---------------------- | ------------- | ---------------------- |
| 1    | 2013年1月22日  | ISBN 978-4-7580-8165-8 | 2016年5月12日 | ISBN 978-957-516-951-0 |
| 2    | 2014年2月22日  | ISBN 978-4-7580-8193-1 |               |                        |
| 3    | 2014年7月31日  | ISBN 978-4-7580-8214-3 |               |                        |
| 4    | 2015年7月22日  | ISBN 978-4-7580-8241-9 |               |                        |
| 5    | 2016年7月22日  | ISBN 978-4-7580-8264-8 |               |                        |
| 6    | 2017年11月22日 | ISBN 978-4-7580-8290-7 |               |                        |
| 7    | 2019年1月22日  | ISBN 978-4-7580-8317-1 |               |                        |
| 8    | 2020年3月23日  | ISBN 978-4-7580-8340-9 |               |                        |
| 9    | 2021年1月25日  | ISBN 978-4-7580-8360-7 |               |                        |
| 10   | 2022年4月21日  | ISBN 978-4-7580-8379-9 |               |                        |

## 動畫
2014年7月3日開始至9月18日在TBS電視台播出。第13話（OVA）後來在2015年4月5日深夜1:30－2:00於BS-TBS播出。
2015年6月發表將製作新作OVA，Vol.1、2分別於2016年3月23日和2016年6月22日發售。

### 動畫與原作的不同之處
在原作的「當地偶像祭典」中，AWA2GiRLS並沒有登場，為動畫原創角色，並由玻璃可愛登場。而且原作「當地偶像祭典」的場地是在戶外，而動畫版的場地則是在室內。
在動畫版第1話中，奈奈子因為不夠錢買衣服而請求雙親准許她擔任兼職，參演了一場為振興城市經濟而舉辦的活動，而在原作漫畫中則是奈奈子的舅舅太田貢請求她幫忙參演該場活動。

### 製作人員
- 原作：小杉光太郎（一迅社《漫畫4格 Palette》連載）
- 監督：名和宗則
- 系列構成：綾奈由仁子
- 角色設計：清水祐實
- 道具設計：立田真一
- 主動畫師：湯川純、岩本里奈、枡田邦彰、山崎正和、佐藤元昭
- 美術設定：中村嘉博
- 美術監督：本田敬
- 色彩設定：田川沙里
- 攝影監督：小池里惠子
- 編輯：平木大輔
- 音樂：長谷川智樹（日语：長谷川智樹）
- 音樂製作：日本古倫美亞
- 音樂製作人：植村俊一
- 音響監督：吉田知弘（日语：吉田知弘 (音響監督)）
- 音響製作：DAX Production（日语：ダックスインターナショナル）
- 製片人：田中豪、岩崎篤史、八木仁、兼光一博、井熊勝博、石塚正俊、有馬茂晃、山口賢治、中山佳子、
- 動畫製作人：瀧崎誠
- 動畫製作：feel.
- 製作：流川市故鄉振興課、TBS

### 主題曲／劇中曲
《普通女高中生要做當地偶像》電視動畫的片頭曲主題是《未來的小號聲》（ミライファンファーレ）由飾演兩位主要人物宇佐美奈奈子及小日向緣的聲優伊藤美來以及三澤紗千香以流川GIRLS的名義主唱，作詞由填詞人辻純更負責；而作曲和編曲由作曲家三浦誠司負責。電視動畫的片尾曲主題是《未來的少女》（未来少女たち）由飾演宇佐美奈奈子的伊藤美來、小日向緣的三澤紗千香、三月唯的吉岡麻耶以及名都借未來的水瀨祈主唱，作詞由填詞人Mio Aoyama負責；作曲由作曲家松浦勇氣負責；而編曲由音樂作家宮崎誠負責。第1話、第12話的劇中曲主題是《啊！流川》（あぁ流川）由飾演宇佐美奈奈子的伊藤美來、小日向緣的三澤紗千香以流川GIRLS的名義主唱，作詞和作曲由填詞人及作曲家山田智和負責；而編曲由音樂作家住谷翔平負責。第3話、第4話、第6話、第8話的劇中曲主題是《魚心仔之歌》（魚心くんソング）由飾演宇佐美奈奈子的伊藤美來、小日向緣的三澤紗千香以流川GIRLS的名義主唱，作詞和作曲由填詞人及作曲家武田城以負責；而編曲由音樂作家瀧澤俊輔負責。第12話的劇中曲主題是《流川GIRLS之歌》（流川ガールズソング）由飾演宇佐美奈奈子的伊藤美來、小日向緣的三澤紗千香以流川GIRLS的名義主唱，作詞由填詞人桜アス恵負責；而作曲和編曲由作曲家瀧澤俊輔負責。
電視動畫
片頭曲「未來的小號聲（ミライファンファーレ）」
作詞：辻純更，作曲、編曲：三浦誠司
主唱：流川GIRLS〔宇佐美奈奈子（伊藤美來）、小日向緣（三澤紗千香）〕
片尾曲「未來的少女（未来少女たち）」
作詞：Mio Aoyama，作曲：松浦勇氣，編曲：宮崎誠
主唱（第1話－第2話）：流川GIRLS〔宇佐美奈奈子（伊藤美來）、小日向緣（三澤紗千香）〕
主唱（第3話－第6話）：流川GIRLS〔宇佐美奈奈子（伊藤美來）、小日向緣（三澤紗千香）〕、三月唯（吉岡麻耶）
主唱（第7話－第12話、第13話(OVA1)）：流川GIRLS〔宇佐美奈奈子（伊藤美來）、小日向緣（三澤紗千香）〕、三月唯（吉岡麻耶）、名都借未來（水瀨祈）
劇中曲
「啊！流川（あぁ流川）」
作詞、作曲：山田智和，編曲：住谷翔平
主唱：流川GIRLS〔宇佐美奈奈子（伊藤美來）、小日向緣（三澤紗千香）〕
出現話數：第1話、第12話、Vol.2（OVA3）
「魚心仔之歌（魚心くんソング）」
作詞、作曲：武田城以，編曲：瀧澤俊輔
主唱：流川GIRLS〔宇佐美奈奈子（伊藤美來）、小日向緣（三澤紗千香）〕
出現話數：第3話、第4話、第6話、第8話
「流川GIRLS之歌（流川ガールズソング）」
作詞：桜アス恵，作曲、編曲：瀧澤俊輔
主唱：流川GIRLS〔宇佐美奈奈子（伊藤美來）、小日向緣（三澤紗千香）〕
出現話數：第12話
OVA
片頭曲「彩虹指揮棒（レインボーバトン）」
作詞：三浦誠司，作曲：中村瑛彦，編曲：板垣祐介
主唱：流川GIRLS〔宇佐美奈奈子（伊藤美來）、小日向緣（三澤紗千香）〕
片尾曲「神聖的夜晚（聖なる夜に）」
作詞、作曲：三浦誠司，編曲：瀧澤俊輔
主唱：流川GIRLS〔宇佐美奈奈子（伊藤美來）、小日向緣（三澤紗千香）〕、三月唯（吉岡麻耶）、名都借未來（水瀨祈）
出現話數：Vol.1（OVA2）
片尾曲「青春 Say Cheese!」
作词：三浦诚司，作曲：森谷康昭，编曲：宫崎诚
主唱：流川GIRLS〔宇佐美奈奈子（伊藤美來）、小日向緣（三澤紗千香）〕、三月唯（吉岡麻耶）、名都借未來（水瀨祈）
出現話數：Vol.2（OVA3）
劇中曲「人魚小姐 -The Myth Mermaid-（ミス・マーメイド -The Myth Mermaid-）」
作詞：三浦誠司，作曲、編曲：藤末樹
主唱：AWA2GiRLS［阿南葵（今井麻美）、鶴木翼（黑澤朋世）、美馬都（新田惠海）］
出現話數：Vol.1（OVA2）、Vol.2（OVA3）

### 各集列表
| 話數            | 日文標題 | 中文標題                 | 香港標題               | 劇本       | 分鏡            | 演出     | 作畫監督                                                   | 片尾插畫 | 首播日期      | 原作                                                         |
| --------------- | -------- | ------------------------ | ---------------------- | ---------- | --------------- | -------- | ---------------------------------------------------------- | -------- | ------------- | ------------------------------------------------------------ |
| 第1話           |          | 試著成為當地偶像。       | 嘗試成為地區偶像       | 綾奈由仁子 | 名和宗則        |          | 山本篤史、高原修司 佐藤元昭                                | 藤井結   | 2014年7月4日  | 第1話、第2話                                                 |
| 第2話           |          | 試著到別人家玩。         | 嘗試去玩吧             | 綾奈由仁子 |                 | 大宅光子 | 片岡千尋、針場裕子 藪田裕希                                | 藤井結   | 2014年7月11日 | 第3話、第5話                                                 |
| 第3話           |          | 試著穿上，試著脫下。     | 嘗試穿上，嘗試脫下     | 高橋龍也   | 宮崎渚          |          | 今田茜、室山祥子 山本彩、田頭沙織 金井裕子                 | 藤井結   | 2014年7月18日 | 第6話、第4話                                                 |
| 第4話           |          | 試著帶上經紀人。         | 嘗試帶經理人           | 村上桃子   | 田所修          | 平峯義大 | 櫻井正明、高原修司 山本篤史                                | 藤井結   | 2014年7月25日 | 第8話、第14話部分、第7話部分                                 |
| 第5話           |          | 試著立下巨大的目標。     | 嘗試訂立巨大的目標     | 高橋龍也   | 小寺勝之        | 湖山禎崇 | 大谷道子、                                                   | 藤井結   | 2014年8月1日  | 第9話、第10話、第18話部分、第7話部分                         |
| 第6話           |          | 吉祥物角色試著齊聚一堂。 | 嘗試與吉祥物角色一起   | 村上桃子   | 山本天志        | 嵯峨敏   | 佐藤元昭、重本和佳子 山崎正和                              | 藤井結   | 2014年8月8日  | 第11話、第12話                                               |
| 第7話           |          | 試著增加各式各樣的。     | 嘗試增加各式各樣       | 綾奈由仁子 | 小寺勝之        | 大宅光子 | 片山千春、手島典子                                         | 藤井結   | 2014年8月15日 | 第13話、第18話部分、第19話、第17話部分、第15話部分、部分原創 |
| 第8話           |          | 拿出勇氣，試著叫出來。   | 嘗試拿出勇氣呼叫       | 村上桃子   | 宮崎渚          | 平峯義大 | 近藤優次、松本朋之                                         | 藤井結   | 2014年8月22日 | 第20話部分、ES4、大部分原創                                  |
| 第9話           |          | 試著耍任性。             | 嘗試說一些任性的說話   | 綾奈由仁子 | 小寺勝之        | 湖山禎崇 | 、藪田裕希 針場裕子                                        | 藤井結   | 2014年8月29日 | 第20話部分、第16話部分、第15話部分、PS、部分原創             |
| 第10話          |          | 試著集合四人的力量。     | 嘗試用四個人的力量來做 | 高橋龍也   | 田所修          |          | 山本篤史、重本和佳子 高原修司                              | 藤井結   | 2014年9月5日  | 第21話、第22話、第23話                                       |
| 第11話          |          | 試著召集當地偶像。       | 嘗試召集地區偶像       | 高橋龍也   | 小寺勝之        | 大宅光子 | 片岡千春、手島典子 梶浦紳一郎                              | 藤井結   | 2014年9月12日 | 第24話部分、第25話、第26話、部分原創                         |
| 第12話          |          | 試著做當地偶像。         | 嘗試做地區偶像         | 綾奈由仁子 | 田所修 佐藤篤志 | 平峰義大 | 岩本里奈、佐藤篤志 重本和佳子、山本篤史 高原修司、清水祐實 | 藤井結   | 2014年9月19日 | 第28話、第29話、部分原創                                     |
| 第13話 （OVA1） |          | 試著帶領參觀流川。       | 嘗試當導遊介紹流川     | 村上桃子   | 小寺勝之        | 嵯峨敏   | 、藪田裕希 針場裕子                                        | 藤井結   | 2014年9月24日 | ES1、大部分原創                                              |

| 話數           | 日文標題 | 中文標題             | 劇本       | 分鏡     | 演出                                           | 作畫監督                    | 總作畫監督 | 首播日期       | 原作               |
| -------------- | -------- | -------------------- | ---------- | -------- | ---------------------------------------------- | --------------------------- | ---------- | -------------- | ------------------ |
| Vol.1 （OVA2） |          | 嘗試和大家一起慶祝。 | 高橋龍也   | 島津裕行 |                                                | 佐藤元昭、山本篤史 辻上彩華 | 清水祐實   | 2015年12月24日 | 第30話、大部分原創 |
| Vol.2 （OVA3） |          | 嘗試做PV。           | 綾奈由仁子 | 小寺勝之 | 清水祐實 佐藤元昭、山本篤史 山﨑正和、枡田邦彰 | 2016年6月22日               | 清水祐實   | 原創           |                    |

### 播放電視台
日本深夜動畫：下文記載的日本国内播放時間使用日本標準時間（UTC+9）表示。因為部分時間标识會採用30小时制，因此請留意这类超过24:00的时间，其實際播放時間為翌日清晨。
| 播放地區   | 播放電視台    | 播放日期               | 播放時間（UTC+9）         | 所屬聯播網          | 備註   |
| ---------- | ------------- | ---------------------- | ------------------------- | ------------------- | ------ |
| 關東廣域圈 | TBS電視台     | 2014年7月4日－9月19日  | 星期四 26時16分－26時46分 | 日本新聞網          | 製作局 |
| 兵庫縣     | SUN電視台     | 2014年7月7日－9月22日  | 星期日 25時00分－25時30分 | 獨立UHF局           |        |
| 中京廣域圈 | 中部日本放送  | 2014年7月11日－9月26日 | 星期四 27時26分－27時56分 | 日本新聞網          |        |
| 日本全國   | TBS頻道1      | 2014年7月12日－9月27日 | 星期六 22時30分－23時00分 | 日本新聞網 衛星電視 | 有重播 |
| 日本全國   | BS-TBS        | 2014年7月12日－9月27日 | 星期六 25時30分－26時00分 | 日本新聞網 衛星電視 |        |
| 日本全國   | d Anime Store | 2014年7月15日－        | 星期二 12時00分 更新      | 網路電視            |        |
| 日本全國   | GyaO!         | 2014年7月15日－        | 星期二 12時00分 更新      | 網路電視            |        |
| 日本全國   | NICONICO頻道  | 2014年7月15日－        | 星期二 12時00分 更新      | 網路電視            |        |
| 日本全國   | 萬代頻道      | 2014年7月30日－        | 星期二 24時00分 更新      | 網路電視            |        |

| 播放地區 | 播放電視台 | 播放期間                                  | 放送時間                                              | 備註 | 參考資料 |
| -------- | ---------- | ----------------------------------------- | ----------------------------------------------------- | --- | -------- |
| 香港     | J2         | 2015年2月2日－2015年2月16日 2015年2月17日 | 星期一至五 08:00－08:30 星期二 08:00-09:00（2集連播） | UTC+8 有字幕 雙語廣播 有重播 有播放OVA myTV提供14日重溫 首播時段為較完整版本， 重播於「合家欣賞時間」作尺度上刪剪 | [ 6 ]    |

### 相關商品

#### 藍光／DVD
| 卷數     | 發行日期       | 收錄話                    | 規格編號  | 規格編號  |
| 卷數     | 發行日期       | 收錄話                    | BD        | DVD       |
| 電視動畫 | 電視動畫       | 電視動畫                  | 電視動畫  | 電視動畫  |
| -------- | -------------- | ------------------------- | --------- | --------- |
| 1        | 2014年9月24日  | 第1話、第13話（OVA1）     | OVXN-0011 | OVBA-1022 |
| 2        | 2014年10月29日 | 第2話－第3話              | OVXN-0012 | OVBA-1023 |
| 3        | 2014年11月26日 | 第4話－第5話              | OVXN-0013 | OVBA-1024 |
| 4        | 2014年12月24日 | 第6話－第7話              | OVXN-0014 | OVBA-1025 |
| 5        | 2015年1月28日  | 第8話－第9話              | OVXN-0015 | OVBA-1026 |
| 6        | 2015年2月25日  | 第10話－第11話            | OVXN-0016 | OVBA-1027 |
| 7        | 2015年3月25日  | 第12話                    | OVXN-0017 | OVBA-1028 |
| BOX      | 2016年12月21日 | 第1－12話、第13話（OVA1） |           |           |
| OVA      |                |                           |           |           |
| 1        | 2016年3月23日  | （OVA2）                  | OVXN-0018 | OVBA-1036 |
| 2        | 2016年6月22日  | （OVA3）                  | OVXN-0019 | OVBA-1038 |

#### CD
| 發行日期      | 專輯名稱   | 規格編號                                              |
| ------------- | ---------- | ----------------------------------------------------- |
| 2014年7月30日 |            | COCC-16911（TYPE-A） COCC-16912（TYPE-B）             |
| 2014年8月27日 |            | COCX-38721                                            |
| 2014年9月24日 |            | COZX-970/1（DVD附贈初回限定版） COCX-38735（通常版）  |
| 2014年9月24日 | COCX-38736 |                                                       |
| 2015年8月19日 |            | COCX-39224                                            |
| 2015年8月19日 | COCX-39225 |                                                       |
| 2016年2月24日 |            | COCX-39388                                            |
| 2016年7月13日 |            | COZX-1176-7（DVD附贈初回限定版） COCX-39576（通常版） |

## 外部連結
- 《普通女高中生要做當地偶像》（TBS電視台） （页面存档备份，存于） - 電視動畫官方網站（日語）
- 一迅社WEB《普通女高中生要做當地偶像》 （页面存档备份，存于） - 漫畫官方網站（日語）
- 《普通女高中生要做當地偶像》|Palette online|一迅社Online （页面存档备份，存于）（日語）
- 《普通女高中生要做當地偶像》廣報室BLOG （页面存档备份，存于）（日語）
- 普通女高中生要做當地偶像的X（前Twitter）（日語）